# Pandemia de COVID-19 en Yemen
La pandemia de COVID-19 en Yemen comenzó el 10 de abril de 2020 cuando se confirmó el primer caso en Hadramaut. Las organizaciones calificaron la noticia como un «golpe devastador» y un «escenario de pesadilla» dada la ya grave situación humanitaria del país.
El país es visto como extremadamente vulnerable al brote, considerando la grave situación humanitaria por la guerra civil yemení, exacerbada por la hambruna actual, los brotes de cólera, y el bloqueo militar por Arabia Saudita y sus aliados. El sistema de asistencia sanitaria yemení quedó «casi diezmado» por la guerra, con muchas instalaciones sanitarias resultando destruidas por ataques aéreos y bombardeos y una escasez de profesional de la salud.

## Antecedentes
El 12 de enero de 2020, la Organización Mundial de la Salud (OMS) confirmó que un nuevo coronavirus era la causa de una enfermedad respiratoria en un grupo de personas en la ciudad de Wuhan, provincia de Hubei, China, la cual fue alertada a la OMS el 31 de diciembre de 2019.
El índice de letalidad para el COVID-19 ha sido mucho más bajo que el SARS de 2003, pero la transmisión ha sido significativamente mayor, con un número total de muertes significativas.

## Cronología

### Abril de 2020
El primer caso fue confirmado el 10 de abril, el paciente fue un hombre de 60 años en la región sureña productora de petróleo de Hadramaut. Él está en una condición estable. Desde entonces, las autoridades sellaron el puerto en donde trabajaba el hombre y mandaron a los demás empleados a aislarse por dos semanas. Las regiones vecinas de Shabwah y al-Mahrah sellaron sus fronteras con Hadramaut, donde se ha impuesto un toque de queda nocturno de 12 horas.
El 23 de abril, el gobernador de Hadramaut, Faraj Salmin Al-Bashni, dijo en una entrevista con el canal de televisión Al-Arabiya que el resultado de la última prueba a la que fue sometido el infectado el 22 de abril arrojó resultados negativos

## Prevención
Como respuesta la creciente amenaza, los hutíes declararon la suspensión de los vuelos internacionales el 15 de marzo. Las autoridades yemeníes también se han movilizado para luchar contra la amenaza del coronavirus.
La Agencia de los Estados Unidos para el Desarrollo Internacional (USAID) dijo el 26 de marzo que suspendería parcialmente sus operaciones en las áreas hutíes controladas por los rebeldes debido a restricciones impuestas por los rebeldes. Como resultado de esto, Oxfam America declaró que se vería obligado a terminar con los servicios críticos para la prevención del coronavirus, incluyendo la promoción de la higiene y la salud primaria.
Después de instar a las Naciones Unidas a proseguir las conversaciones de paz, la coalición liderada por los saudíes en la guerra civil convocó un cese del fuego unilateral a partir del 9 de abril al mediodía, para apoyar los esfuerzos para detener la propagación del virus.